# أسماك شعاعية
أسماك شعاعية (الاسم العلمي: Actinistia)، وهي طويئفة لمعظم أحافير الأسماك لحميات الزعانف. تحتوي هذه الطائفة على رتبة شوكيات الجوف، ومنها النوعين الموجودان وكلاهما من جنس اللاتيميرا:شوكيات الجوف المحيط الهندي الغربي وشوكيات الجوف الاندونيسية.